# جوناتان نيلسن
جوناتان نيلسن (بالسويدية: Jonatan Nielsen)‏ هو لاعب هوكي الجليد سويدي، ولد في 11 سبتمبر 1993 في Anderstorp ‏ في السويد.

## وصلات خارجية
- جوناتان نيلسن على موقع دوري الهوكي الوطني (الإنجليزية)
- جوناتان نيلسن على موقع EliteProspects.com (الإنجليزية)
- جوناتان نيلسن على موقع Eurohockey.com (الإنجليزية)
- جوناتان نيلسن على موقع HockeyDB.com (الإنجليزية)